# Eulie Chowdhury
Urmila Eulie Chowdhury (4. října 1923 Shahjehanpur – 20. září 1995 Čandígarh) byla indická architektka, která působila v oblasti obecné architektury, krajinářské architektury a designu, byla také učitelkou a spisovatelkou. Byla průkopnicí mezi architektkami působícími v Indii. Byla první architektkou v Indii. Historici se domnívají, že byla první architektkou v Asii.

## Životopis
Chowdhuryová se narodila v roce 1923 v Shahjehanpuru v Uttarpradéši v Britské Indii. Její otec byl diplomat, a tak od raného mládí cestovala po celém světě. V roce 1947 vystudovala architekturu na univerzitě v Sydney a předtím získala certifikát Cambridge School na Windsor House School Kóbe v Japonsku. Studovala hru na klavír a zpěv na Julian Ashborn School of Art v australském Sydney. Získala také diplom v oboru keramiky v Englewoodu ve státě New Jersey v USA. V mládí krátce pobývala ve Spojených státech a v roce 1951 se vrátila do Indie.

V letech 1956-1963 působila jako ředitelka Školy plánování a architektury v Novém Dillí. V roce 1983 založila Alliance Française de Chandigarh. Eulie Chowdhury napsala knihu Le Corbusierových vzpomínek s názvem These Were the Days a přeložila Le Corbusierovu knihu Three Human Establishments z francouzštiny do angličtiny. Pravidelně přispívala do mnoha mezinárodních architektonických časopisů, jako jsou Progressive Architecture, Architectural Design a Casabella.

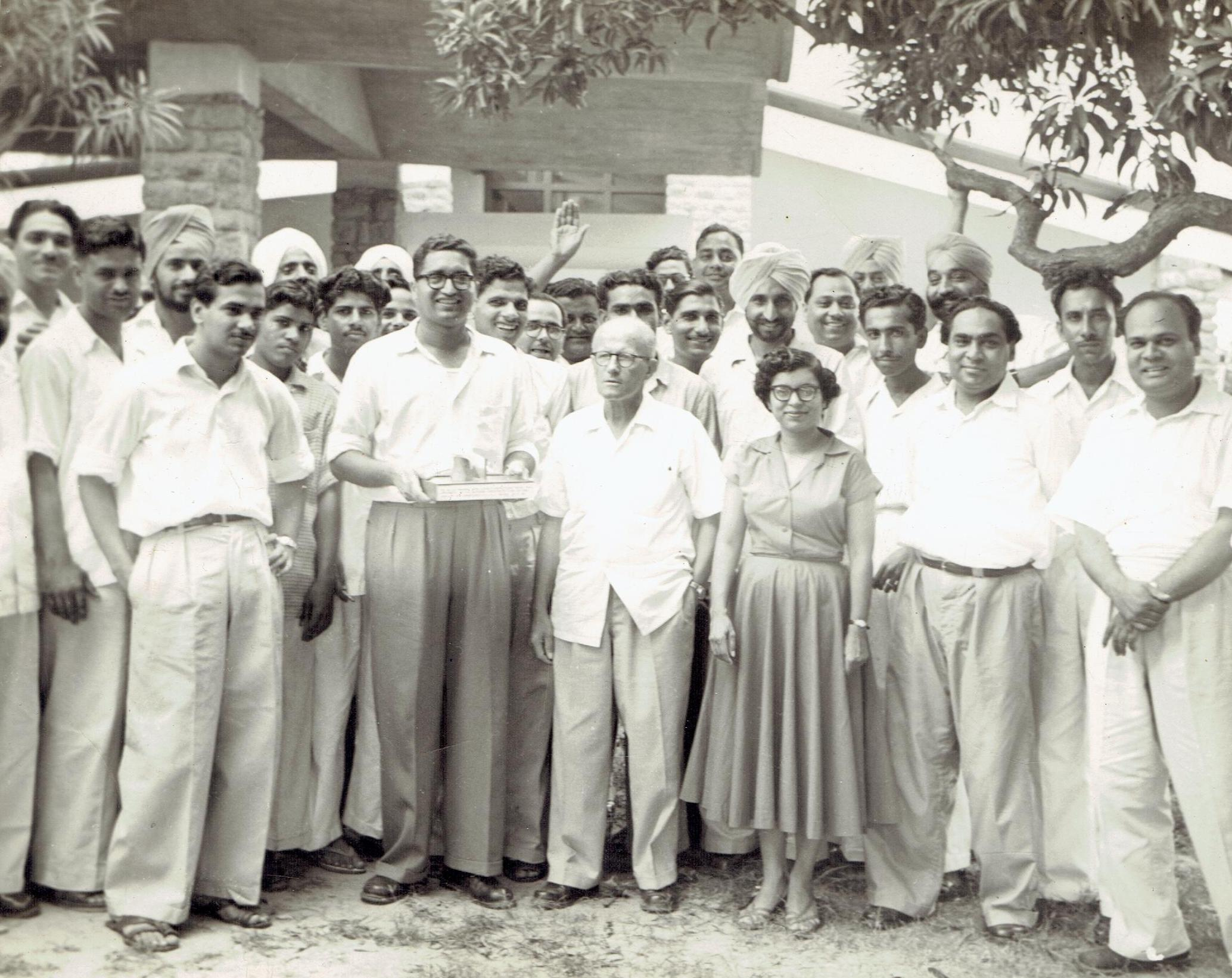
Urmila Eulie Chowdhury s Pierrem Jeanneretem a dalšími kolegy z projektu Chandigarh Capital.

S Pierrem Jeanneretem spolupracovala na návrzích pro domy ministrů a mnoho vzdělávacích institucí v Čandígarhu.
V polovině 60. let, kdy Le Corbusier a Pierre Jeanneret opustili Čandígarh, zde Eulie Chowdhury navrhla mnoho budov, mezi nimiž vyniká Vládní polytechnika pro ženy. Do důchodu odešla v roce 1981.
Zemřela 20. září 1995 v indickém Čandígarhu ve věku 72 let.